# 1874 no desporto

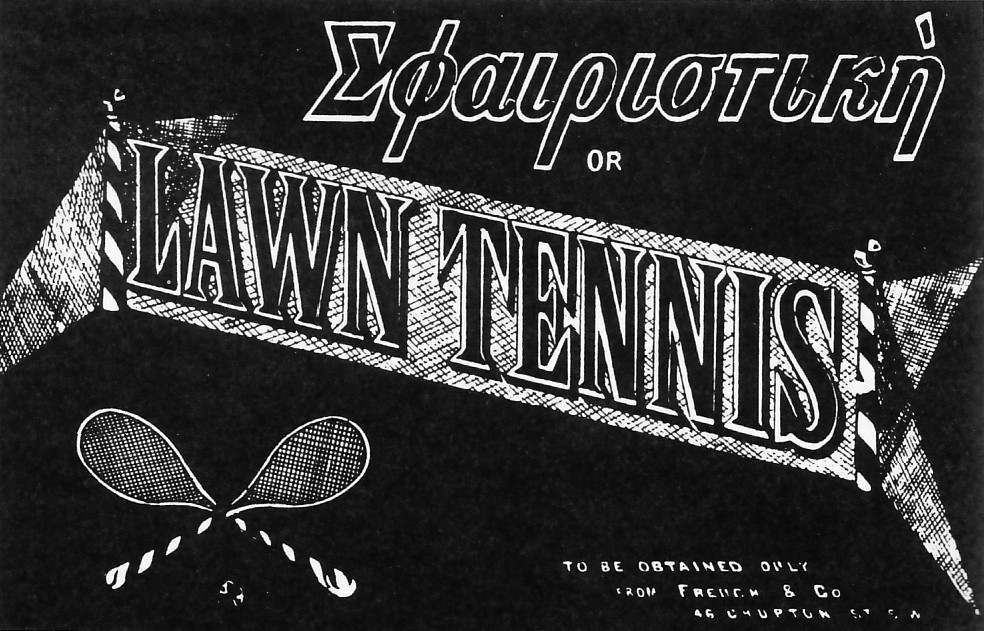
1874 no desporto

## Eventos

### Futebol
- Fundação do Aston Villa Football Club, da Inglaterra.
- Fundação do Bolton Wanderers Football Club, da Inglaterra.
- Fundação do Hamilton Academical Football Club, da Escócia.
- Fundação do Macclesfield Town Football Club, da Inglaterra.

### Futebol Americano
- Série de três jogos entre a Universidade de Harvard e a Universidade de McGill, que vieram a resultar no surgimento do futebol americano

## Nascimentos
| Data           | Nome             | Profissão                                                               | Nacionalidade        | Observações | Ref                 |
| -------------- | ---------------- | ----------------------------------------------------------------------- | -------------------- | ----------- | ------------------- |
| 9 de janeiro   | Steve Bloomer    | futebolista                                                             | Reino Unido          | m. 1938     | [carece de fontes?] |
| 2 de março     | Carl Schlechter  | enxadrista                                                              | Áustria-Hungria      | m. 1918     | [ 1 ]               |
| 21 de março    | Alfred Tysoe     | atleta                                                                  | Reino Unido          | m. 1901     | [ 2 ]               |
| 9 de abril     | Albin Lermusiaux | atleta e atirador                                                       | França               | m. 1940     | [ 3 ]               |
| ?              | James H. Johnson | patinador artístico                                                     | Reino Unido          | m. 1921     | [ 4 ]               |
| 24 de novembro | Charles Miller   | jogador, árbitro, dirigente, introdutor do futebol e do rugby no Brasil | Brasil / Reino Unido | m. 1953     | [ 5 ]               |

## Mortes
| Data        | Nome            | Profissão         | Nacionalidade | Observações | Ref   |
| ----------- | --------------- | ----------------- | ------------- | ----------- | ----- |
| 22 de junho | Howard Staunton | jogador de xadrez | Inglaterra    | n. 1810     | [ 6 ] |